# Jürg Studer
Jürg Studer (Rüttenen, 8 settembre 1966) è un ex calciatore svizzero, di ruolo difensore.